# Pirata sin cabeza
El pirata sin cabeza es un personaje de una leyenda costarricense acerca del fantasma de un pirata decapitado que cuida un tesoro enterrado al pie de un árbol de Guanacaste, en la playa de Tivives, en el Pacífico costarricense. La leyenda del pirata sin cabeza fue recogida posteriormente en un cuento escrito por el escritor costarricense Virgilio Rodríguez, y más tarde recopilada por Víctor Lizano en su libro Leyendas de Costa Rica, y por Elías Zeledón Cartín en su obra Leyendas costarricenses.

## Leyenda
Cuenta una leyenda en la Playa de los Loros, en la desembocadura de los ríos Jesús María y Grande de Tárcoles, que cuando los piratas Bartolomé Sharp y William Dampier pirateaban en las aguas del Mar de Balboa (océano Pacífico) sembrando el terror en Hispanoamérica, acostumbraban anclar sus buques en el río Jesús María para descargar seguros sus botines, mientras reparaban averías, reponían provisiones y planeaban la siguiente correría, colocando centinelas en el Peñón de Tivives para advertir el avistamiento de naves enemigas.
En una de estas aventuras, llegó Dampier cargado de tesoros, con la intención de ocultarlos para sí mismo, el corazón cargado de codicia. Confió el plan al compañero que más temía, un viejo pirata corazón de hiena y puños de acero, e hijo del Diablo, según se decía, ofreciéndole compartir la presa.  Engañando a los compañeros enviándoles al Peñón, pasaron la carga a la playa y cavando un hoyo al pie de un corpulento árbol de guanacaste, dejaron allí el botín. Pero Dampier, traicionando a su compañero, le asestó una puñalada trapera, arrancándole al otro la vida, el cual, mientras caía en el hoyo, clamaba venganza a su padre Satanás. Este llegó pronto, metiéndose por la boca del muerto, el cual gritó la palabra ¡Aquí! para horror del otro pirata. Desenvainando el sable, Dampier le cortó la cabeza, pero cuál sería su sorpresa cuando el cuerpo decapitado del pirata levantóse, extendió su brazo al mar y volvió a gritar ¡Aquí!. Huyó Dampier mientras el cadáver andante y decapitado del otro le perseguía. Los otros piratas, espantados ante el satánico prodigio, levaron anclas y abandonaron para siempre el sitio, mientras el fantasma del pirata sin cabeza continuaba gritando su espeluznate ¡Aquí!, el brazo extendido hacia la inmensidad del mar.
Desde ese día, cuentan los pescadores que en las noches de luna llena y al llegar la medianoche, en el Peñón de Tivives un fantasma sin cabeza que lanza un grito extraño por las rocas se pasea, y que para el mes de octubre, una lancha misteriosa que nadie maneja desciende por el río Jesús María y se estaciona frente a un árbol de guanacaste, donde el pirata sin cabeza aún espera a un hombre sin miedo que quiera compartir el tesoro enterrado.

## Origen de la leyenda
Costa Rica padeció a lo largo del siglo XVIII un constante asedio por parte de los zambos mosquitos, indígenas y zambos leales al imperio británico que desde la colonia de Jamaica hostigaba las regiones caribeñas de la Capitanía General de Guatemala española. Los zambos mosquitos participaban en actividades de piratería en el Caribe con armas y embarcaciones facilitadas por los británicos para el contrabando y ataque a las poblaciones y puertos españoles, así como a la Flota de Indias. Además, el rey Misquito recibía de España el pago de los rescates de personas y objetos saqueados. Además de en la costa del Caribe, las actividades de piratas y corsarios se extendieron a las costas atlánticas. Nicoya (actual Costa Rica) fue incendiada en 1681 y Esparza, situada en una importante ruta comercial, sufrió  importantes destrozos en 1685 y 1686. 
La amenaza de las incursiones piratas supuso reparos al establecimiento de nuevos puertos o poblaciones a menos que contaran con una guarnición militar. Los piratas ingleses contribuyeron a la difusión de este tipo de leyendas para atemorizar a los vecinos, amplificando la repercusión de sus ataques durante la edad de oro de la piratería.